# Chere (woreda)
Cet article possède un paronyme, voir Chère.
Chere (ou Chire) est un woreda de la région Sidama, en Éthiopie. Chere est bordé au sud par Aroresa, à l'ouest par Bensa, au nord et à l'est par la région Oromia. Chere s'est détaché d'Aroresa avant le recensement national de 2007.

## Données démographiques
D'après le recensement de 2007 mené par l'agence centrale de statistique, ce woreda compte 120 449 habitants dont 2 357 citadins, soit 2 % de sa population. Près de 97 % des habitants sont protestants et 2 % sont musulmans.
En 2022, la population du woreda est estimée sur le même périmètre à 159 944 personnes avec une densité de population de 437 personnes par km2 et 366 km2 de superficie,.
Une carte récente montre cependant une nouvelle subdivision à l'intérieur du woreda.[réf. à confirmer]

## Agglomérations
Le centre administratif, Chere, qui a 2 357 habitants en 2007, est la seule agglomération recensée dans le woreda.
Limitrophe de la région Oromia, il figure sur les cartes sous le nom de Chire et se situe vers 1 700 m d'altitude, environ 80 km au sud d'Edo où passe la route Shashamané-Robe.